# Permiso de volar
Permiso de volar es el octavo álbum de estudio del cantante Alejandro Lerner, lanzado en 1994. Incluye la canción Testigo del sol, una nueva versión de Por un minuto de amor y un dueto con Air Supply en You'll never know.

## Canciones
| N.º   | Título                               | Escritor(es)                      | Duración |  |
| 1.    | «Por un minuto de amor»              | Alejandro Lerner                  | 4:55     |  |
| 2.    | «Ni»                                 | Alejandro Lerner                  | 5:18     |  |
| 3.    | «Sin amor»                           | Alejandro Lerner                  | 4:20     |  |
| 4.    | «Rinoceronte»                        | Alejandro Lerner                  | 4:25     |  |
| 5.    | «Azul - blues azul»                  | Alejandro Lerner                  | 3:09     |  |
| 6.    | «You'll never know» (con Air Supply) | Alejandro Lerner · Graham Russell | 4:37     |  |
| 7.    | «Permiso de volar»                   | Alejandro Lerner · David Foster   | 5:31     |  |
| 8.    | «Testigo del sol»                    | Alejandro Lerner                  | 4:24     |  |
| 9.    | «Cuando el amor es amor»             | Alejandro Lerner                  | 4:21     |  |
| 10.   | «Por ti»                             | Alejandro Lerner                  | 3:20     |  |
| 11.   | «Precipicio de amor»                 | Alejandro Lerner                  | 5:17     |  |
| 49:49 |                                      |                                   |          |  |

- Datos: Q28340359